# Cordylomera elegans
Cordylomera elegans es una especie de escarabajo longicornio del género Cordylomera, tribu Phoracanthini, subfamilia Cerambycinae. Fue descrita científicamente por Distant en 1904.

## Descripción
Mide 11-14 milímetros de longitud.

## Distribución
Se distribuye por Malaui, Mozambique, República de Sudáfrica, Zambia y Zimbabue.